# 长宁区卫生学校
长宁区卫生学校（卫生培训中心）位于中華人民共和國上海市长宁区云雾山路39号，为国家事业单位，创建于1958年，2007年9月1日由华山路1164号搬迁至位于云雾山路39号的长宁区公共卫生中心办公内。2018年长宁区卫生学校工会党员数达到11名。2020年列为继续教育学习站点。